# Cumberland (Schiff, 1695)
Die Cumberland war ein 80-Kanonen-Linienschiff der englischen Marine und später weiterer Marinen, das von 1695 bis mindestens 1733 in Dienst stand.

## Geschichte

### Entwicklungsgeschichte und Bau
Das Schiff wurde als eines von siebzehn 80-Kanonen-Linienschiffen im Rahmen des 1691er-Bauprogramms der englischen Marine geplant. Es bildete mit seinen drei Schwesterschiffen (Shrewsbury, Ranelegh und Somerset) den neuen Typ des Dreideckers mit 80 Kanonen, da 1694 die strukturelle Schwäche des bisherigen Zweideckers mit 80 Kanonen nach dem Verlust der Sussex deutlich wurde. Der Entwurf entstand, indem das bisherige Back- und Achterdeck zu einem dritten vollständigen Deck zusammengefügt wurde, ohne jedoch ein neues Achterdeck oder Backdeck darüber zu bauen und das ursprüngliche Hüttendeck wurde nun zu einem kurzen Achterdeck. Dies sollte der Grundentwurf für das englische bzw. britische 80-Kanonen-Schiff für das nächste halbe Jahrhundert sein.
Die spätere Cumberland wurde am 4. Mai 1694 bestellt und in Bursledon am Fluss Hamble in der Grafschaft Hampshire, unter der Bauaufsicht von Mrs Anne Wyatt und John Button, auf Kiel gelegt. Der Stapellauf erfolgte am 12. November 1695.

### Einsatzgeschichte
Nach Übernahme versah das Schiff seinen Dienst in der englischen bzw. ab 1707 britischen Marine. Hierbei wurde es am 21. Oktober 1707 während des Seegefechts bei Lizard Point, als Flaggschiff von Commodore Sir Richard Edwards, durch die französische Marine gekapert. Anschließend diente sie in der französischen Marine, unter ihrem alten Namen, wobei sie 1715 zu einem Zweidecker mit 72 Kanonen umgebaut wurde und an Genua verkauft. Die Genuesen verkauften sie wiederum im Mai 1717 an Spanien, wo sie in Príncipe de Asturias umbenannt wurde. Als diese nahm sie im August 1718 an der Seeschlacht vor Kap Passero teil, wo sie durch die britische Marine gekapert wurde. Eine Indienststellung durch diese erfolgte nicht und so wurde das Schiff 1720 an Österreich (San Carlos) und später durch diese an Neapel (San Carlo) übergeben. Über die weitere Verwendung nach 1733 ist nichts bekannt, es wurde wahrscheinlich abgebrochen.

## Technische Beschreibung
Die Cumberland war als Batterieschiff mit drei durchgehenden Geschützdecks konzipiert und hatte eine Länge von 47,56 Metern (Geschützdeck), eine Breite von 12,8 Metern und einen Tiefgang von 5,49 Metern. Sie war ein Rahsegler mit drei Masten (Fockmast, Großmast und Kreuzmast). Der Rumpf schloss im Heckbereich mit einem Heckspiegel, in den Galerien integriert waren, die in die seitlich angebrachten Seitengalerien mündeten.
Die Besatzung hatte ein Stärke von 476 Mann und die Bewaffnung bestand bei Indienststellung aus 80 Kanonen.
|                      | Unteres Batteriedeck | Mittleres Batteriedeck | Oberes Batteriedeck | Achterdeck     | Kanonen (Geschossgewicht) |
| -------------------- | -------------------- | ---------------------- | ------------------- | -------------- | ------------------------- |
| Design               | 26 × 24-Pfünder      | 26 × 12-Pfünder        | 22 × 6-Pfünder      | 6 × 6-Pfünder  | 80 Kanonen (250,332 kg)   |
| 1707 (franz. Marine) | 26 × 24-Pfünder      | 28 × 18-Pfünder        | 24 × 6-Pfünder      | 6 × 4-Pfünder  | 84 Kanonen (317,558 kg)   |
|                      | Unteres Batteriedeck | Oberes Batteriedeck    | Backdeck            | Achterdeck     | Kanonen (Geschossgewicht) |
| 1715                 | 26 × 24-Pfünder      | 26 × 12-Pfünder        | 20 × 6-Pfünder      | 20 × 6-Pfünder | 72 Kanonen                |
| 1717 (span. Marine)  | 26 × 18-Pfünder      | 26 × 12-Pfünder        | 20 × 6-Pfünder      | 20 × 6-Pfünder | 72 Kanonen (207,036 kg)   |

## Bemerkungen
1. ↑  Bei der Berechnung des Gewichtes einer Breitseite kann es zu Unterschieden kommen, da in der damaligen Zeit ein Pfund, je nach Land, unterschiedliche Gewichtswerte hatte. Das spanische Libra hatte z. B. ein Gewicht von 460,08 Gramm, während das englische Pound ein Gewicht von 453,592 Gramm hatte.